# Wilhelmshöhe (Windeck)
Wilhelmshöhe ist ein Ortsteil der Gemeinde Windeck in Nordrhein-Westfalen. 

## Lage
Der Hof liegt auf einer Anhöhe zwischen Hoppengarten und Rossel.

## Geschichte
Wilhelmshöhe gehörte zum Kirchspiel Dattenfeld und zur Gemeinde Dattenfeld.
1830 war das Anwesen noch nicht verzeichnet. 1845 hatte der Hof neun Einwohner, 1888 sieben.
Das Gut auf dem Bild wurde 1899–1900 von Gottfried Kammerich erbaut. Der frühere Name des alten Anwesens war Etzbach´s Horn. Die neue Namensgebung war vermutlich wie vielerorts auf Kaiser Wilhelm zurückzuführen.
Auf dem jetzt betriebenen Pferdehof wird Westernreiten angeboten.